# Одинок
Одино́к — деревня в составе Глубковского сельского поселения Новосильского района Орловской области России.

## География
Бо́льшая часть деревни расположена на правом берегу реки Зуши в 20 км (по автодороге) от райцентра Новосиля, в 4 км от сельского административного центра Чулково.

## Название
Название связано со значением слов «один, одинец» — одинокое жилище или поселение, маленькая деревушка, что может указывать на более раннее поселение в данной местности.

## История
Деревня Одинок упоминается в ДКНУ (Дозорной книге Новосильского уезда) за 1614—1615 гг., где написано «За вдовою за Марьею за Михаиловою женою Ярыгина да за её детьми … половина деревни Одинка. Да к тои ж деревни припущен починок Озерищевской.». Деревня относилась к приходу Богородице-Казанской церкви села Глубок. В 1915 году в деревне насчитывалось 78 крестьянских дворов. Имелась церковно-приходская школа.

## Население
| 1857 | 1859 | 1915 | 2002 | 2010 |
| ---- | ---- | ---- | ---- | ---- |
| 447  | ↘428 | ↗576 | ↘434 | ↘296 |